# Mnémosyne (association)
Pour les articles homonymes, voir Mnémosyne (homonymie).
Mnémosyne est une association pour le développement de l'histoire des femmes et du genre, créée en 2000 à l'initiative de la revue Clio. Femmes, genre, histoire. L'association tient son nom de la déesse grecque de la mémoire : Mnémosyne.

## Objectifs
Mnémosyne a pour objet le développement de l’histoire des femmes et du genre en France, dans les universités ainsi que dans les lieux institutionnels, associatifs et culturels d’enseignement, de formation, de recherche et de conservation. Elle marque l'utilisation du terme genre en France en organisant un séminaire de maîtrise intitulé « Hommes, femmes, masculin, féminin : les usages du genre en histoire », en 2000.

## Affiliation
L'association Mnémosyne est la section française de la Fédération internationale pour la recherche en histoire des femmes (International Federation for Research in Women's History).

## Publications
Depuis 2007, Mnémosyne publie une revue semestrielle électronique Genre & Histoire. Elle est ouverte aux chercheurs et aux chercheuses de toute discipline dont les recherches s'inscrivent dans le domaine du genre. Elle comporte articles scientifiques, résumés de travaux soutenus, bibliographies thématiques,.
En 2010, Mnémosyne coordonne la publication du manuel d'histoire La place des femmes dans l’histoire. Une histoire mixte. L'équipe de rédaction est composée d'universitaires et de membres de l'enseignement secondaire. Il se veut un outil pédagogique pour l'enseignement de l'histoire en classe. Il est construit autour des programmes scolaires. Il révèle la présence des femmes dans la sphère publique. Il fait émerger de nouveaux sujets d'histoire liés à la sphère privée souvent considérés comme anecdotiques.
En avril 2021, Mnémosyne crée un podcast Du genre dans l'histoire.

## Présidentes
- Françoise Thébaud (2000-2008)
- Pascale Barthélémy [8](2009-2016)
- Julie Verlaine (2017-2020)[9]
- Bibia Pavard (depuis 2020)[10]

## Prix Mnémosyne
Depuis 2003, le prix annuel Mnémosyne récompense un mémoire de master en histoire des femmes ou du genre. Chaque prix est publié, jusqu'en 2006 aux Presses universitaires d'Angers, depuis 2007 aux Presses universitaires de Rennes.

### Récipiendiaires[12]
| Année | récipiandiaire                             | Titre des travaux |
| ----- | ------------------------------------------ | --- |
| 2003  | Anne Renoult                               | Andrée Viollis, 50 ans de journalisme |
| 2004  | Cédric Weis                                | Jeanne Halbwachs-Alexandre, une alinienne dans la mêlée |
| 2005  | Hélène Jacquemin                           | Livres et jeunes filles nobles. L’exemple de la maison royale Saint-Louis de Saint-Cyr (1686-1793)                                                                  |
| 2006  | Solène Daoudal                             | Sirènes romanes en Poitou, Xe – XIIe siècles, Avatars sculptés d’une figure mythique                                                                                |
| 2007  | Valérie Deplaigne                          | Patrimoine, héritage et transmission des biens de Marie de La Roche-Guyon. Une femme au cœur d’un conflit entre deux nobles lignages normands à la fin du Moyen Âge |
| 2008  | Pauline Bilot                              | L’expérience migratoire au féminin : les Allemandes au Chili dans la seconde moitié du XIXe siècle                                                                  |
| 2009  | Maialen Berasategui                        | Idéale grand-mère et terrible tartare : la comtesse de Ségur. Construction d’une image et déconstruction d’un parcours                                              |
| 2010  | Anaïs Dufour                               | Le pouvoir des « Dames ». Femmes et pratiques seigneuriales en Normandie (1580-1620)                                                                                |
| 2011  | Quentin Rochet                             | Les filles de Saint Bruno au Moyen-Âge. Les moniales cartusiennes et l’exemple de la chartreuse de Prémol, XIIe-XVe                                                 |
| 2012  | Colette Pipon                              | Le féminisme au risque de la misandrie. Étude sur les rapports aux hommes dans le Mouvement de libération des femmes en France : 1970-1980                          |
| 2013  | Pauline Moszkowski-Ouargli                 | La politisation des femmes de Beaumont-du-Périgord pendant la période révolutionnaire (1790-An III). Femmes libres                                                  |
| 2014  | Emilie Druilhe                             | Farouche Atalante. Portrait d’une héroïne grecque antique |
| 2015  | Pauline Mortas                             | Une rose épineuse. Représentations et pratiques de la défloration en France au XIXe siècle                                                                          |
| 2016  | Romain Jaouen                              | L’inspecteur et l’« inverti ». La police face aux sexualités masculines à Paris, (1919 – 1940)                                                                      |
| 2017  | Camille Dejardin                           | Madame Blakey. Une femme entrepreneure au XVIIIe siècle |
| 2018  | Lucie Jardot                               | Sceller et gouverner. Pratiques et représentations du pouvoir des comtesses de Flandre et de Hainaut (XIIIe – XVe siècle)                                           |
| 2019  | Maria Goupil-Travert                       | Braves combattantes, humbles héroïnes. Trajectoires et mémoires des engagées volontaires de la Révolution et de l’Empire                                            |
| 2020  | Pas de prix attribué, pandémie de Covid-19 | |
| 2021  | Clélia Lacam                               | Le Bleu et le Noir. Subalternité et transgression dans une mission au féminin (Gabon, 1911-1955)                                                                    |
| 2022  | Louise Francezon                           | L’espionne de la Seconde Guerre mondiale. Pratiques et représentations d’une « masculinisation » de la femme                                                        |
| 2023  | Garance Recoing                            | La représentation des reines norvégiennes dans les sagas royales (1180 – 1230)                                                                                      |
| 2024  | Lou Bossis                                 | Le sujet trans au sein des militantismes de genre et de sexualité des années 1970 et 1980 en France                                                                 |